# Bloedige Zondag (1939)

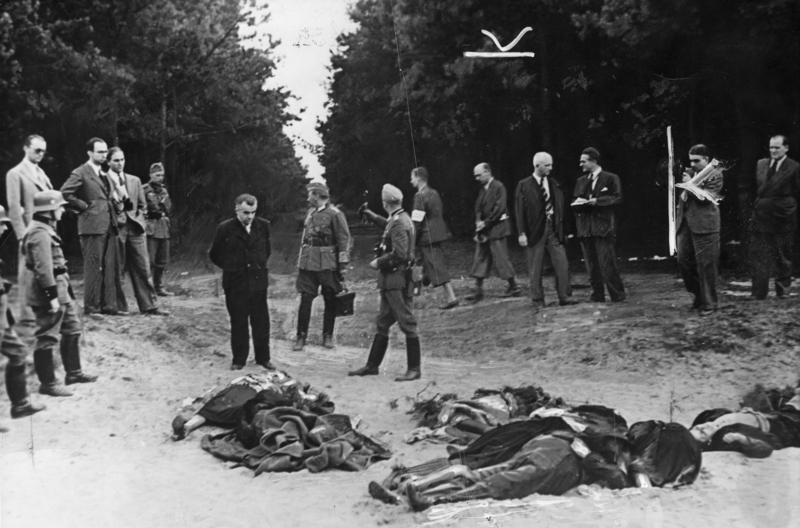
Journalisten en Wehrmachtsoldaten staan rondom de lijken van de Duitse burgers die op "Bloedige Zondag" werden vermoord

Bloedige Zondag (Duits: Bromberger Blutsonntag; Pools: Krwawa niedziela) is het begrip dat wordt gebruikt om een gebeurtenis te beschrijven die plaatsvond bij het begin van de Tweede Wereldoorlog. Op 3 september 1939, twee dagen na het begin van de Duitse inval in Polen, vonden er in de Poolse stad Bydgoszcz (Duits: Bromberg) een groot aantal moorden plaats. De stad had een aanzienlijke Duitse minderheid en lag in de zogenoemde 'Poolse Corridor'. Het aantal slachtoffers en andere details van het incident worden door historici nog altijd betwist. De nazi's buitten het incident in hun voordeel uit en gebruikten het als excuus voor de slachtpartijen die Duitse troepen onder de stadsbevolking aanrichtten nadat de Wehrmacht de stad had ingenomen.

## Achtergrond
De stad Bydgoszcz hoorde bij het Pools-Litouwse Gemenebest tot 1772, toen het tijdens de Eerste Poolse Deling werd geannexeerd door het Koninkrijk Pruisen. Aangezien de stad bij Pruisen hoorde toen in 1871 het Duitse Keizerrijk werd uitgeroepen, maakte het vanaf toen deel uit van het Duitse Rijk, wat het tot het einde van de Eerste Wereldoorlog zou blijven. In februari 1920 werd de stad, dankzij het Verdrag van Versailles, toegewezen aan Polen. Hierdoor vertrokken veel etnische Duitsers naar Duitsland. In het interbellum werd de Duitse bevolking alsmaar minder. In 1931 meldde het Poolse bevolkingsregister dat er zo'n 117.200 Duitsers in de stad woonden; volgens de Duitse historicus Hugo Rasmus waren er in 1939 nog maar 10.000 van hen overgebleven.
De opkomst van de nationaalsocialisten in Duitsland was van invloed op de stad. Adolf Hitler gaf de 'Völkische Bewegung' nieuwe kracht, waarbij hij alle Duitsers die buiten Duitslands naoorlogse grenzen woonden in één staat wilde onderbrengen. Het was een van Hitlers doelen om het werk van het Verdrag van Versailles teniet te doen en een Groot-Duits Rijk te stichten. Deze ambities, wreedheden aan beide zijden van de Duits-Poolse grens, wantrouwen en opkomende nationalistische gevoelens leidden in maart 1939 tot de totale verslechtering van de Pools-Duitse relaties. Hitlers eisen om de Poolse Corridor, Poolse tegenstand om met hem te onderhandelen en ten slotte de Duitse invasie van Polen wakkerde de etnische spanningen aan en zette de eerste stap voor de wreedheden die snel zouden volgen na het uitbreken van de vijandelijkheden die zouden resulteren in Bloedige Zondag.
Nadat Polen op 1 september 1939 werd aangevallen volgden zogenaamde grootschalige vervolgingen van etnische Duitsers in Polen. De nazi's beweerden dat de ergste gruweldaden gebeurden op 3 september en wel in Bydgoszcz. De Poolse autoriteiten werden beschuldigd van het organiseren en/of tolereren van gewelddadige etnische zuiveringen onder de in Polen wonende Duitsers.

## Bloedige Zondag

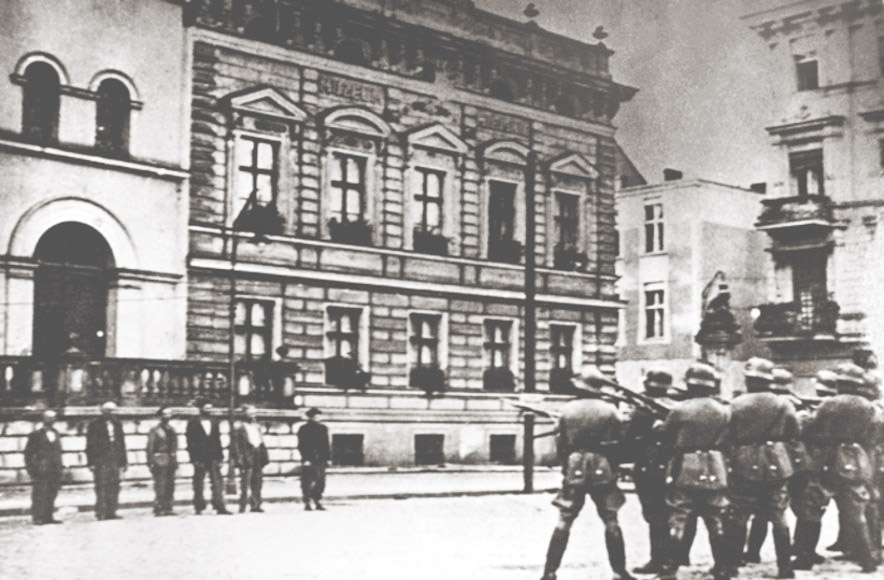
Poolse burgers voor een Duits vuurpeloton, 9 september 1939

Wat er precies op zondag 3 september in Bydgoszcz is gebeurd is nog altijd onduidelijk.

### Poolse versie
Volgens de traditionele Poolse versie ging het incident terug op groepen Duitse saboteurs die Poolse troepen achter het front aanvielen. Deze versie houdt in dat een gedeelte van het Poolse leger (de 9e, 15e en 27e Infanteriedivisie van het Pomorzeleger), dat zich al terugtrekkend Bydgoszcz passeerde, vanuit de stad werd beschoten door Duitse 'partizanen'. Volgens een Britse getuige werd een terugtrekkende Poolse artillerie-eenheid vanuit een huis door Duitsers beschoten; de Polen vuurden terug en werden daarna voortdurend vanuit een jezuïtische kerk beschoten. Het gevecht ging verder en aan beide zijden vielen doden. Duitsers die naar verluidt 'gewapend' en 'rebels' waren werden ter plaatse geëxecuteerd en er waren ook meldingen dat mensen werden gelyncht. Een recent Pools onderzoek concludeerde in 2004 dat Poolse troepen door leden van de Duitse minderheid en door Abwehragenten waren beschoten en dat ongeveer 40 tot 50 Polen en tussen de 100 en 300 Duitsers waren gedood.

### Duitse versie
De Wehrmacht voerde tussen 1939 en 1940 een onderzoek uit en concludeerde dat de gebeurtenissen het resultaat waren van paniek en verwarring onder de Poolse troepen. De combinatie van ongeordende terugtrekkende soldaten en voortdurende luchtaanvallen hebben waarschijnlijk onderliggende etnische spanningen vergroot en geleid tot zogenoemde wreedheden. Het Wehrmachtonderzoek omvatte de ondervraging van gevangengenomen Poolse soldaten, etnische Duitsers uit Bydgoszcz en plaatsen uit de buurt, evenals Poolse burgers. Bovendien werden de vermeende slachtoffers opgegraven en de doodsoorzaak en de mogelijke betrokkenheid van militairen vastgesteld. Volgens dit onderzoek werd een groep Poolse soldaten de stad in gestuurd om de situatie omtrent het feit dat er schoten waren gehoord, op te helderen. Majoor Sławiński, de bevelhebber van de lokale Poolse brigade, zou zijn mannen hebben verteld dat de (etnische) Duitsers niet hadden aangevallen of sabotage hadden gepleegd. Poolse soldaten, geholpen door de plaatselijke Poolse bevolking, werden echter naar huizen geleid van waaruit naar verluidt schoten waren gehoord. In huizen waar wapens werden gevonden werden de bewoners ervan het slachtoffer van militaire brutaliteit en andere gruwelijkheden. De conclusies van dit onderzoek werden ook gebruikt in naoorlogse Duitse geschiedschrijving.

## Duitse represailles en andere wreedheden

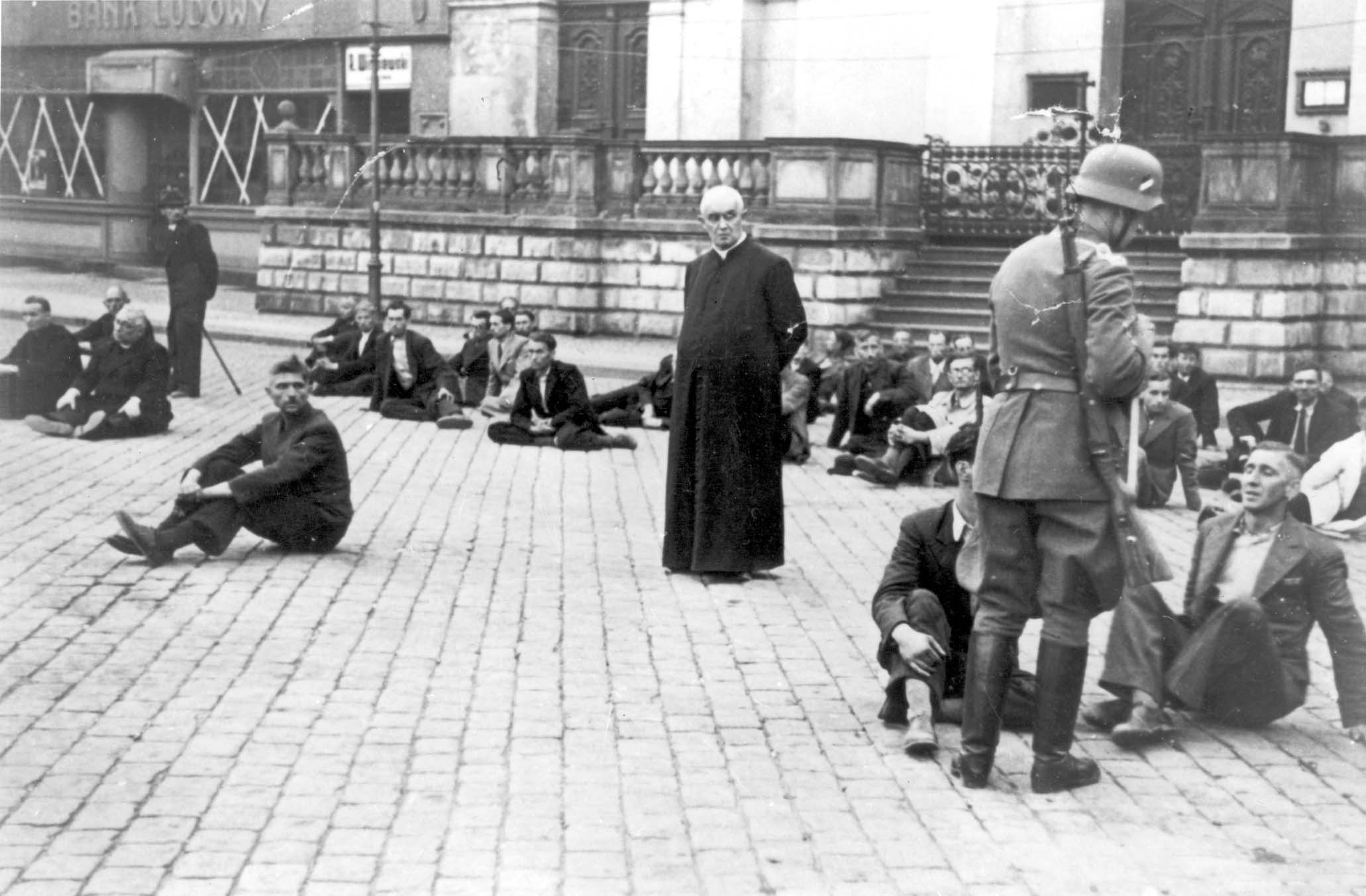
Poolse burgers en een priester wachten op executie

Het aantal doden onder de Duitse minderheid werd door de nazipropaganda tot ruim 58.000 overdreven. Dit aantal werd gebruikt om de Duitse represailles en andere acties, waaronder een campagne van 'depolonisatie', te rechtvaardigen. Bij een vergeldingsactie, als gevolg van de moordpartijen op Bloedige Zondag, werden een aantal Poolse burgers geëxecuteerd door eenheden van de Einsatzgruppen, Waffen-SS en Wehrmacht. Volgens de Duitse historicus Christian Raitz von Frentz werden 876 Polen door het Duitse gerecht onderzocht met betrekking tot de gebeurtenissen op Bloedige Zondag voor het einde van 1939; 87 mannen en 13 vrouwen werden veroordeeld. De Poolse historicus Czesław Madajczyk zei dat er 120 executies plaatsvonden met betrekking tot Bloedige Zondag; daarnaast werden er de volgende dagen nog eens 20 mensen vermoord, omdat een Duitse soldaat door Poolse scherpschutters was gedood.
Volgens een Duitse versie vielen Poolse scherpschutters de Duitse troepen van het pas gearriveerde bezettingsleger een paar dagen lang aan. De Duitse bevelhebber, Generaal Walter Braemer, beval de executie van Poolse gijzelaars en tegen 8 september waren tussen de 200 en 400 Poolse burgers vermoord. Volgens Richard Rhodes werden een aantal mensen op het marktplein tegen de muur gezet en doodgeschoten. Een priester die hen het laatste sacrament wilde brengen werd, terwijl hij naar hen toe rende, eveneens doodgeschoten. Die week gingen de Duitsers door en vermoordden 34 vooraanstaande burgers.
Veel Polen, voornamelijk intellectuelen en Joden, werden naar concentratiekampen afgevoerd of direct doodgeschoten. Meer dan 20.000 Poolse inwoners van Bydgoszcz (ca. 14% van de bevolking) werden doodgeschoten of stierven in concentratiekampen.